# Wagner College

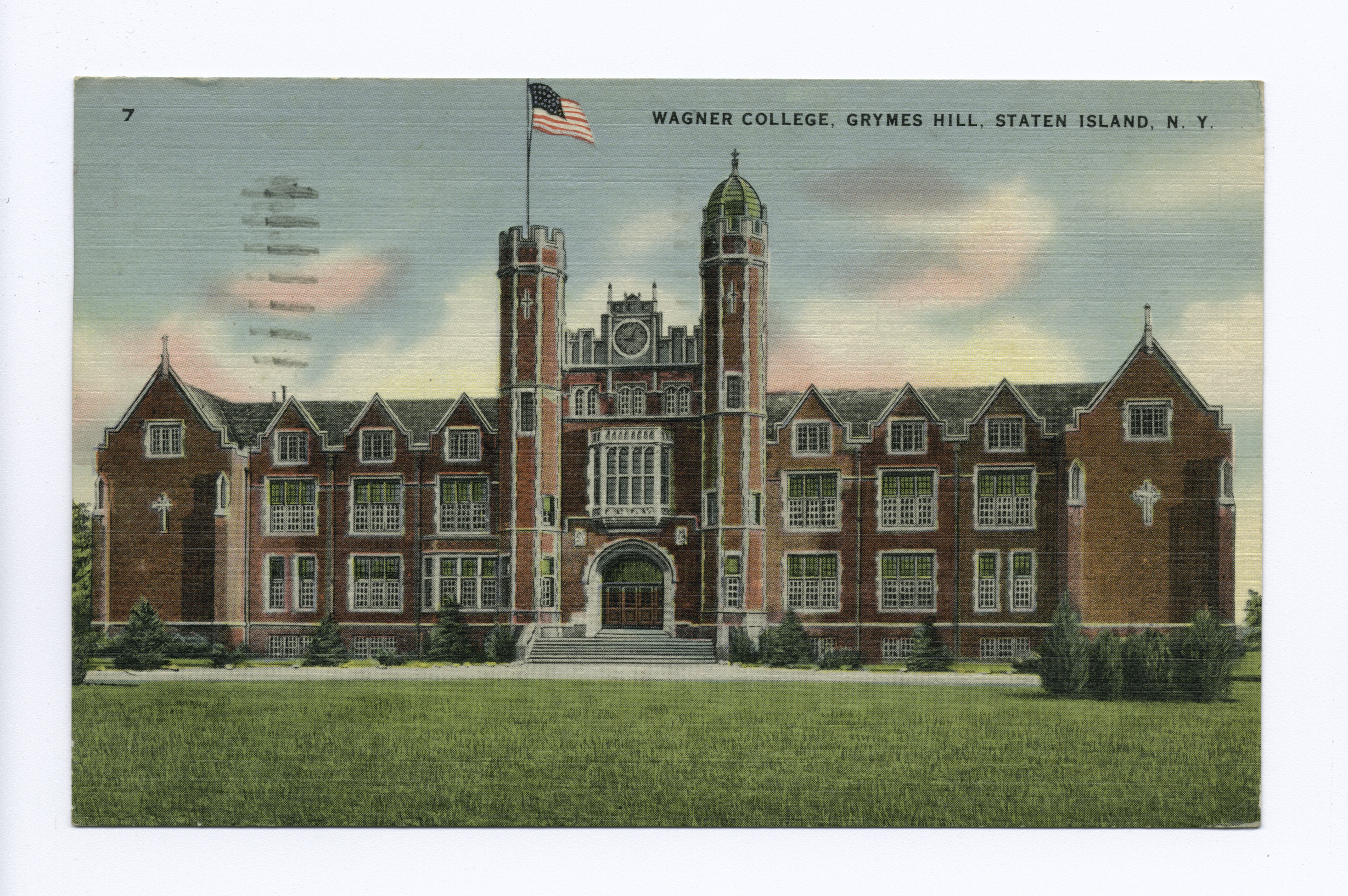
Universitetsbyggnaden ca 1900.

Wagner College är ett college i New York i delstaten New York i USA. Lärosätet grundades 1883.